# Episodi di Lincoln Heights - Ritorno a casa (terza stagione)
La terza stagione della serie televisiva Lincoln Heights - Ritorno a casa è stata trasmessa negli Stati Uniti dal 16 settembre all'11 novembre 2008 su ABC Family.
In Italia è stata trasmessa dal canale satellitare Fox  dal lunedì al venerdì alle 01:45.
| nº | Titolo originale            | Titolo italiano                   | Prima TV USA      | Prima TV Italia |
| -- | --------------------------- | --------------------------------- | ----------------- | --------------- |
| 1  | Glass House                 | La casa dei Glass                 | 16 settembre 2008 | 11 giugno 2010  |
| 2  | Sex, Lies and Secrets       | Sesso, bugie e segreti            | 23 settembre 2008 | 14 giugno 2010  |
| 3  | The New Wild Ones           | Nuovi territori                   | 30 settembre 2008 | 15 giugno 2010  |
| 4  | The Day Before Tomorrow     | Il nuovo giorno comincia stanotte | 7 ottobre 2008    | 16 giugno 2010  |
| 5  | Number One with a Bullet    | Una pallottola vagante            | 14 ottobre 2008   | 17 giugno 2010  |
| 6  | Disarmed                    | Disarmati                         | 21 ottobre 2008   | 18 giugno 2010  |
| 7  | Ode to Joy                  | Inno alla gioia                   | 28 ottobre 2008   | 21 giugno 2010  |
| 8  | The Price You Pay           | Il prezzo da pagare               | 4 novembre 2008   | 22 giugno 2010  |
| 9  | Prom Night                  | Il ballo                          | 11 novembre 2008  | 23 giugno 2010  |
| 10 | The Ground Beneath Our Feet | La terra sotto i piedi            | 11 novembre 2008  | 24 giugno 2010  |